# Alumnus
Un alumnus (maschile, il plurale è alumni) o una alumna (femminile, il plurale è alumnae) è un ex studente di una scuola, di un college o di un'università. Comunemente, ma non sempre, la parola si riferisce a un laureato dell'istituto scolastico in questione.
Se il gruppo racchiude entrambi i sessi, anche se c'è un solo maschio, viene usata la parola plurale maschile alumni.

## Etimologia
Il nome latino alumnus significa "figlio preferito, discepolo" e deriva dal verbo àlĕre, radicale alo- più il suffisso passivante -m(e)nus > divenuto -mnus (in lingua italiana "nutrire, alimentare"; cfr alimentum "cibo", almus "che nutre": vedi uso alma mater "madre che nutre" anche come metafora per istituzioni p.e. le università nel Medioevo, ma partendo dalla mitologica Cerere, per arrivare alla nuova "dea che nutre" la Vergine Maria nonché "Madre di Dio" nel Cristianesimo, come canta l'inno di Ermanno il Contratto, XI sec.).

## Utilizzo
Secondo lo United States Department of Education, il termine alumnae è utilizzato sia per indicare i college femminili, sia per indicare un gruppo femminile di studentesse. Il termine alumni è utilizzato per indicare i college maschili, un gruppo maschile di studenti, oppure un gruppo misto di studenti:
In conformità con le regole della grammatica che disciplinano la flessione dei nomi nelle lingue romanze, il termine maschile plurale alumni è usato correttamente per gruppi composti da entrambi i sessi. Un esempio dalla lingua inglese è the alumni of Princeton University.
Il termine è spesso informalmente abbreviato in inglese in "alum" (plurale: "alums").
La forma plurale alumni è spesso usata come forma singolare per entrambi i sessi; per esempio, «Io sono un alumni dell'università» al posto di «Io sono un alumnus/alumna dell'università». Questo utilizzo è considerato errato e incoerente con il modo in cui il termine è stato usato in lingua latina.